# Insieme contro il nuovo totalitarismo
Insieme contro il nuovo totalitarismo o Manifesto dei dodici (dal numero dei suoi firmatari) è la risposta di alcuni intellettuali alle violenze fisiche e verbali seguite alla pubblicazione delle Caricature di Maometto sul Jyllands-Posten per difendere i valori del secolarismo e della libertà.
La lettera è stata pubblicata il 1º marzo 2006 sul settimanale francese Charlie Hebdo con il titolo "Ensemble contre le nouveau totalitarisme" e vuole mettere in guardia contro l'Islamismo considerato il nuovo totalitarismo dopo stalinismo, fascismo e nazismo.
Charlie Hebdo è una tra le riviste ad aver ripubblicato le caricature. Questo suo diritto fu conteso dal Consiglio dei musulmani francesi che tentarono di bloccare l'iniziativa anche intentando senza successo un'azione legale.

## Firmatari
- Ayaan Hirsi Ali, deputata olandese autrice con Theo van Gogh del documentario che costò la vita a quest'ultimo, Submission
- Chahla Chafiq, scrittrice iraniana esiliata in Francia
- Caroline Fourest, saggista ed autrice di un libro su Ṭāriq Ramaḍān
- Bernard-Henri Lévy, filosofo francese
- Irshad Manji, giornalista canadese musulmana, autrice di "Quando abbiamo smesso di pensare", una critica veemente del conservatorismo dell'Islam tradizionale
- Mehdi Mozaffari, docente iraniano esiliato in Danimarca.
- Maryam Namazie, scrittrice e produttrice televisiva.
- Taslima Nasreen, medico nata in Bangladesh e perseguitata per apostasia
- Salman Rushdie, scrittore condannato a morte da Khomeyni per i suoi "Versetti satanici"
- Antoine Sfeir, cristiano libanese che vive in Francia
- Philippe Val, ex-direttore di Charlie Hebdo
- Ibn Warraq, autore di opere antislamiste tra cui "Perché non sono musulmano".

## Pubblicazioni
L'appello è stato ripreso da numerosi organi di informazioni:
- Francia -
  - Charlie Hebdo (1/03/06)
  - Agence France-Presse (28/03/06)
  - L'Express l'ha pubblicato integralmente (2/03/06)
  - RTL (28/02/06)
  - Proche-orient.info (1/03/06)
  - RMC (1/03/06)
  - France Info (28/02/06)
  - France 2.fr (28/02/06)
  - Europe 1 (28/02/06)
  - RFI (2/03/06)
  - TOC l'ha pubblicato integralmente (5/03/06)
- Danimarca
  - Jyllands-Posten (1/03/06)
  - Politiken (commentato in modo critico)
  - Berlingske Tidende
  - Kristeligt Dagblad
- Svizzera
  - Radio Suisse Romande (1/03/06)
  - Le Temps l'ha pubblicato integralmente (2/03/06)
- Belgio
  - RTL (28/02/06)
  - De Morgen (1/03/06)
  - The Brussels Journal (l'ha commentato criticamente)
- Germania
  - Die Welt (2/03/06)
  - Der Spiegel (3/03/06)
- Italia
  - Sky News (1/03/06)
  - Libero (2/03/06)
- Canada
  - Radio Canada (1/03/06)
  - Toronto Star (commentato criticamente)
- Cipro
  - Middle East Times (2/3/06)
- Iran - http://asre-nou.net/1384/esfand/10/m-bayanie12.html- Archiviato il 29 settembre 2007 in Internet Archive.
- Svezia
  - Expressen (3/03/06)
- Colombia
  - El Malpensante magazine
- Catene internazionali
  - Al Jazeera ne ha dato notizia ed ha rimandando i dispacci di AFP[2]
  - BBC ne ha dato informazioni nei telegiornali e pubblicato un articolo sul sito[3]